# Myxoproteus ovale
Myxoproteus ovale is een microscopische parasiet uit de familie Sinuolineidae. Myxoproteus ovale werd in 2003 beschreven door Aseeva. 